# Pachnoda dimidiaticollis
Pachnoda dimidiaticollis är en skalbaggsart som beskrevs av Moser 1915. Pachnoda dimidiaticollis ingår i släktet Pachnoda och familjen Cetoniidae.

## Underarter
Arten delas in i följande underarter:
- P. d. undatofasciata
- P. d. uniformis
- P. d. rubilateris